# Фронтир України
Фронтир України (Степовий кордон України) — складова Степового фронтиру як південно-східної ланки Великого фронтиру (кордону) Європи між європейською та азійською цивілізаціями. Проходив через степову зону України й тягнувся далі до Каспійського моря. Як слабко контрольована, легкопроникна зона на цивілізаційному перехресті між Заходом і Сходом мав біологічний, гідрографічний, соціально-економічний, етноконфесійний, етнокультурний виміри. Українському світові, який уособлював
західну цивілізацію, опонували азійські степові спільноти, що в ранньомодерні часи було доповнено релігійним Ф. між християнством та ісламом. Це була межа також між лісом і степом, осілим і кочовим/напівкочовим населенням.
Відкриття Ф. губиться в докнязівських часах, закриття ж припадає на кінець 18 ст., коли представники останньої хвилі азійських опонентів — турки, татари, ногайці — були остаточно витіснені зі степової смуги та узбережжя Чорного й Азовського морів.

## Відмінності східної і західної частин Степового фронтиру
Щонайпізніше з часів Київської Русі рухливий Степовий Ф. перетворився на зону як жорсткої конфронтації, так і тісної
взаємодії між сусідами-суперниками, а козацька версія його опанування,
стартувавши з 2-ї половини 15 ст., виявилася найуспішнішою
відповіддю українського світу на виклики Степу. Поява козаків (див. Козацтво українське) як дітей Степового Ф. швидко змінила розклад сил у регіоні. Перебравши на себе роль авангарду і військового протистояння та колонізації нічийних просторів на південь і схід від лісової зони, козаки загальмували розширення Ф. на північ. Під
кінець 16 ст. почала окреслюватися загальна перевага над мусульманськими
сусідами, яка у 18 ст. переросла в неухильне просування чим далі на південь приукраїнської лінії включення Ф.
Територіальною основою для утворення Степового Ф. став величезний
обшир однорідного степового та лісостепового простору, сфокусований через систему прикритих лісами рік на Чорне, Азовське та Каспійське моря.
Природне середовище уможливлювало виникнення типологічно однорідного суцільного Ф. від Дністра до Волги та Яїка (нині р. Урал). Однак вплив людського фактору привів до появи в ранньомодерні часи двох його суттєво відмінних зон — західної (приукраїнської) та східної (примосковської).
Перша була поселенським фронтиром, друга — політичним. Західну зону аж до морського узбережжя українські еліти вважали частиною «своїх»
земель, яку просто необхідно повернути, а українських козаків — за невід’ємну складову українського світу. Українське козацтво також від свого зародження однозначно вписувало себе в український соціум. Натомість у Московії на східну частину Степу й
на козацькі анклави Волги, Дону, Яїка й Тереку дивилися як на територію, яку слід вперше приєднати, а козаків трактували як об’єкт інтеграції до свого територіального й політичного тіла. Донське, волзьке, яїцьке, терське, гребінське козацтва вважали себе окремими етносоціальними
спільнотами, цілком інакшими від усіх сусідів, з Московією включно. Відтак, історія східної зони Степового Ф. аж до поглинення Московією згаданих козацьких анклавів наприкінці 17 — у 1-й половині 18 ст. є цілком самодостатнім процесом, тоді як історія західної зони завжди була складовою українського історичного наративу.
Український степовий Ф. мав ознаки як «фронтиру виключення», так і
«фронтиру включення». Як в українського населення, так і в мусульманських
опонентів, були відсутні ментальні перешкоди для щонайтісніших контактів, зокрема й міжетнічних. Ф. не спровокував відчуження між локалізованими по обидва його боки і скроєними на різний цивілізаційний лад суспільствами. Турки, татари, ногайці сприймалися українцями як
противники лише тому, що претендували на ті самі території, а не через своє тюркське походження чи мусульманську віру.
На це виразно вказують наявність в українській еліті тих часів помітного
прошарку князів, шляхти, а згодом і козаків тюрського походження,
численні приклади асиміляції козаками вихідців із середовища кримських татар, ногайців, турків, існування татарських поселень на території Волині, Литви та Польщі й навпаки — українського населення Кримського ханату та явища потурнацтва. Водночас у цій зоні етнічної взаємодії міжетнічні контакти не переросли у формування нової етнічної спільноти чи спільнот, а питання про поглинення тутешніх опонентів не стояло на порядку денному.
Натомість у східній зоні Степу сформувався виразний Ф. включення
й ситуація розвивалася за сценарієм, який нагадував латиноамериканський.